# Zęby człowieka

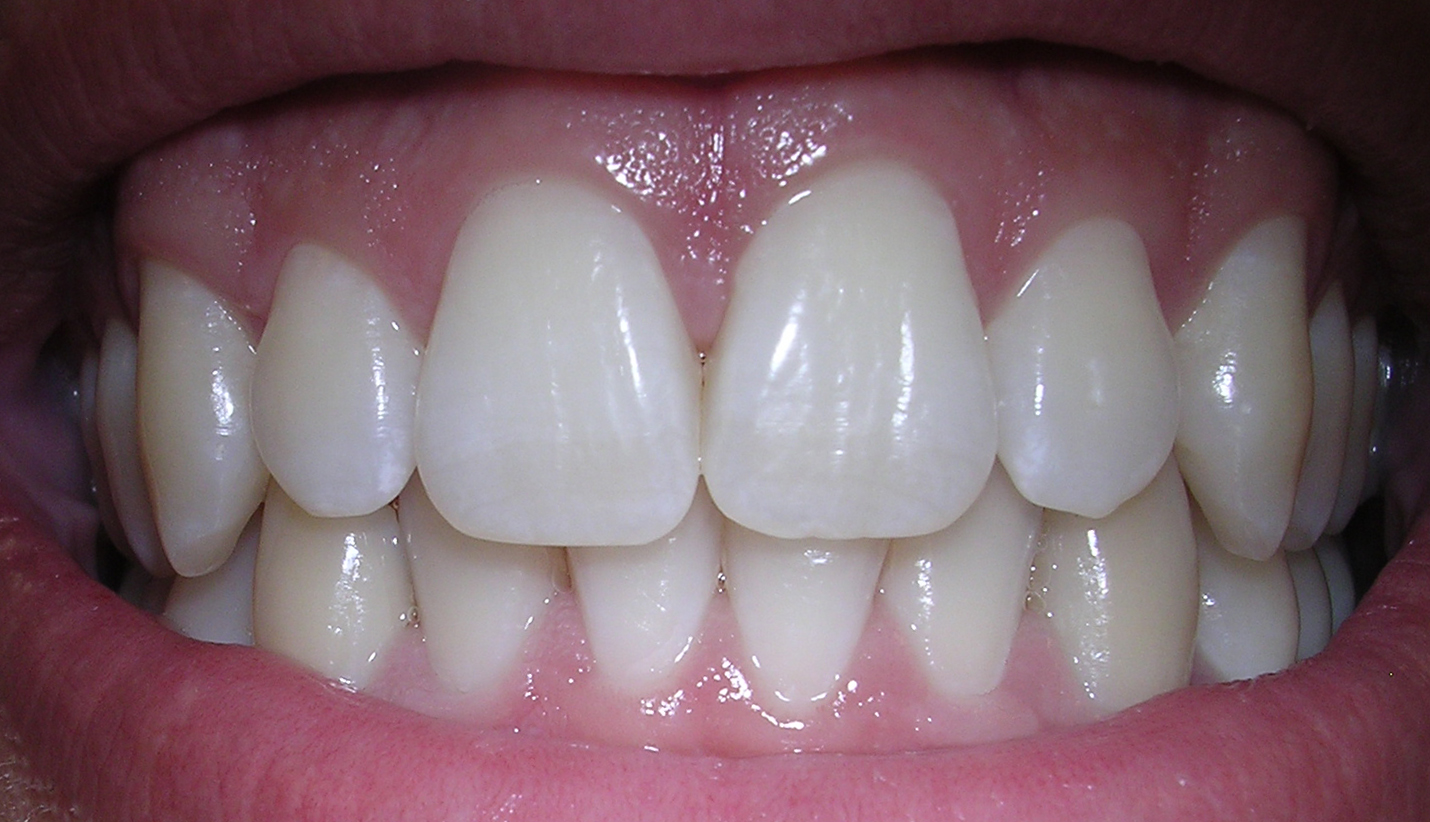
Zęby człowieka.

Oba pełne łuki zębowe człowieka – górny i dolny.

Zęby (łac. dens – ząb, l.mn. dentes) – w anatomii człowieka złożone, twarde twory w jamie ustnej. Stanowią element układu trawienia służąc do odgryzania kęsów i rozdrabniania pożywienia.
Zęby człowieka charakteryzują się: difiodontyzmem (fizjologicznie występują zęby mleczne i zęby stałe), tekodontyzmem oraz heterodontyzmem.

## Rodzaje zębów

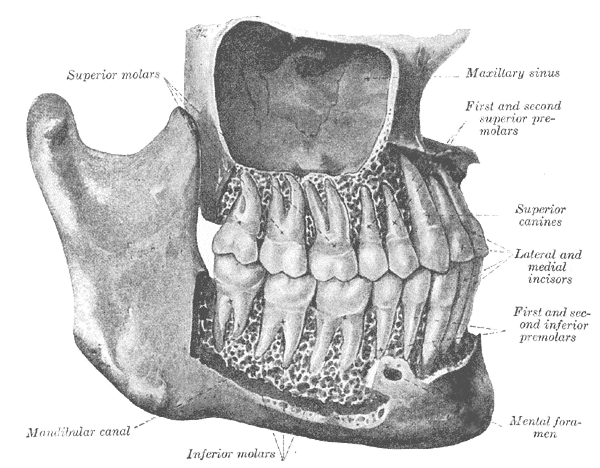
Zęby prawej połowy obu łuków zębowych: po 2 siekacze (Incisors), po 1 kle (Canine), po 2 przedtrzonowce (Premolars) i po 3 trzonowce (Molars). Widoczna zatoka szczękowa.

Dorosły człowiek przy pełnym uzębieniu stałym ma 32 zęby (16 w żuchwie i 16 w szczęce) – 8 siekaczy, 4 kły, 8 zębów przedtrzonowych i 12 trzonowych. Jego wzór zębowy można więc przedstawić następująco:
| Wzór zębowy | Wzór zębowy | I | C | P | M |
| ----------- | ----------- | - | - | - | - |
| 32          | =           | 2 | 1 | 2 | 3 |
| 32          | =           | 2 | 1 | 2 | 3 |

Dziecko o pełnym uzębieniu mlecznym ma 20 zębów (10 w żuchwie i 10 w szczęce) – 8 siekaczy, 4 kły i 8 trzonowców. Jego wzór zębowy można więc przedstawić następująco:
| Wzór zębowy | Wzór zębowy | I | C | P | M |
| ----------- | ----------- | - | - | - | - |
| 20          | =           | 2 | 1 | 0 | 2 |
| 20          | =           | 2 | 1 | 0 | 2 |

Siekacze służą do odgryzania kęsów, kły do chwytania, przytrzymywania i rozrywania pokarmu, a przedtrzonowe i zęby trzonowe do jego miażdżenia i rozcierania ułatwiając również tym samym kontakt α-amylazy z pokarmem.

### Zgryz
Oprócz wzoru zębowego zęby człowieka charakteryzuje zgryz. Prawidłowo wszystkie zęby są ułożone w odpowiedniej kolejności i w specyficznej wzajemnej relacji gwarantującej najlepsze pełnienie przez nie swej funkcji przy jak najmniejszym wysiłku oraz obciążaniu narządu żucia (stawów i mięśni). Na prawidłowy zgryz składają się takie czynniki jak nagryz pionowy, nagryz poziomy, symetria łuków zębowych i inne.

## Budowa

### Wygląd ogólny
W stomatologii wyróżnia się następujące powierzchnie zęba:
- powierzchnię podniebienną – od strony podniebienia w szczęce lub językową w żuchwie;
- powierzchnię przedsionkową – od strony przedsionka jamy ustnej; zwana jest również wargową (w zębach przednich) lub policzkową (w zębach bocznych);
- powierzchnię żującą w trzonowcach i przedtrzonowcach, guzek żujący w kłach a brzeg sieczny w siekaczach;
- powierzchnię mezjalną od strony linii pośrodkowej ciała;
- powierzchnię dystalną przeciwną do linii pośrodkowej ciała.

#### Zabarwienie
Biorąc pod uwagę barwę korony można wyróżnić zęby:
- niebieskawobiałe – spotykane u osób astenicznych, skłonnych do gruźlicy płuc; również zęby mleczne mają naturalnie barwę białą, szarobiałą lub niebieskawobiałą;
- żółtawobiałe – prawidłowe zęby stałe nie mają barwy białej (wbrew reklamom, filmom i powszechnej opinii), zdarzają się nawet w odcieniach aż do żółtobrązowych.

Okolica powierzchni siecznej jest jaśniejsza niż okolica szyjki (szczególnie na siekaczach i kłach). Zęby łuku dolnego są jaśniejsze niż odpowiednie zęby łuku górnego. Kły są zwykle ciemniejsze niż sąsiednie zęby. Z wiekiem powierzchnia zębów ciemnieje. Przyjmowanie nadmiernych ilości fluoru wywołuje plamy w szkliwie. A przyjmowanie tetracyklin przez dzieci powoduje ciemne zabarwienie szkliwa oraz jego niedorozwój i zniekształcenie koron.

### Budowa anatomiczna

Budowa zęba – przekrój

Zęby człowieka zbudowane są z 3 części:
- korony zęba (corona dentis),
- szyjki zęba (cervix dentis, collum),
- korzenia zęba (radix dentis).

W zależności od przyjętego podziału korona i korzeń są różnie definiowane. Według podziału zwanego anatomicznym, korona jest częścią zęba pokrytą szkliwem, z kolei korzeń anatomiczny jest to część zęba pokryta cementem. Według podziału klinicznego korona kliniczna to ta część korony anatomicznej, która znajduje się ponad dziąsłem, podczas gdy korzeń kliniczny to część zęba znajdująca się poniżej brzegu dziąsłowego. Szyjka jest częścią zęba łącząca koronę anatomiczną i korzeń anatomiczny – w tym miejscu występuje charakterystyczne przewężenie zęba.

#### Korona
Korona stanowi tę część zęba, która najbardziej odróżnia zęby jednej grupy od innych, gdyż ma bardzo zróżnicowaną powierzchnię w poszczególnych grupach.
Korona pokryta jest szkliwem, które jest najtwardszą tkanką w organizmie (5 w skali Mohsa). Początkowo zaraz po wyrznięciu dodatkową osłonkę stanowi oszkliwie, które jednak szybko się ściera.
Równik zęba (equator dentis) jest to największy obwód korony zęba. Przebiega zwykle na różnej wysokości z każdej strony zęba. Rozdrobniony pokarm ześlizguje się z niego nie wnikając do kieszonki dziąsłowej i nie drażniąc brodawki zęba.

#### Szyjka
Szyjka jest miejscem styku szkliwa korony zęba z cementem korzeniowym. Może występować w 4 wariantach (z czego dwa pierwsze są najczęstsze):
- szkliwo ścieniając się pokrywa zaczynający się w tym miejscu cement,
- szkliwo i cement stykają się, ale się nie pokrywają,
- cement pokrywa szkliwo,
- szkliwo i cement nie stykają się ani się nie pokrywają a między nimi jest pas nieosłoniętej zębiny.

Do szyjki zęba przyczepia się przyczep nabłonkowy, który jest połączeniem pomiędzy szkliwem a dziąsłem. W ciągu upływu wieku następuje fizjologiczne obniżanie się przyczepu nabłonkowego, co powoduje obnażanie korzeni.

#### Korzeń
Korzeń tkwi mocno umocowany w zębodole za pomocą włókien ozębnej wnikających do cementu, który pokrywa powierzchnię korzenia. Na szczycie korzenia (apex radicis dentis) znajduje się otwór wierzchołkowy (foramen apicis dentis), przez który przechodzą do i z zęba naczynia krwionośne, naczynia chłonne oraz nerwy, biegnąc w zębie w kanale korzeniowym (canalis radicis dentis) aż do komory zęba. Wewnątrz korzenia znajduje się jeden (zazwyczaj) bądź więcej kanałów o wspólnym lub oddzielnym ujściu. Kanały te mogą oddawać kanały boczne, a przy samym ujściu najczęściej dzielą się na 3 gałęzie tworząc deltę korzeniową inaczej zwaną ramifikacjami Preisswerka-Fishera.
Zęby mają różną ilość korzeni i tak najczęściej (są wyjątki): siekacze, kły, przedtrzonowce (z wyłączeniem pierwszych górnych przedtrzonowców) mają po 1 korzeniu, pierwsze górne przedtrzonowce i zęby trzonowe żuchwy mają 2 korzenie (przedtrzonowce podniebienny i przedsionkowy, trzonowce mezjalny i dystalny), trzonowce szczęki po 3 korzenie (podniebienny oraz dwa przedsionkowe – mezjalny i dystalny). Pomiędzy korzeniami znajduje się rozwidlenie zwane bi- lub trifurkacją, w zależności od ilości korzeni.
W przypadku chorób przyzębia w wyniku recesji dziąseł odsłania się korzeń anatomiczny, a więc korzeń kliniczny może być bardzo skrócony.
Próg kanału korzeniowego (limen canalis radicis dentis) jest to wystająca w obrębie kanału korzeniowego, blisko komory, część zębiny (np. na środkowym górnym siekaczu wystaje na ścianie dystalnej i mezalnej). Może stanowić przeszkodę przy zgłębnikowaniu i oczyszczaniu kanału.

### Budowa histologiczna

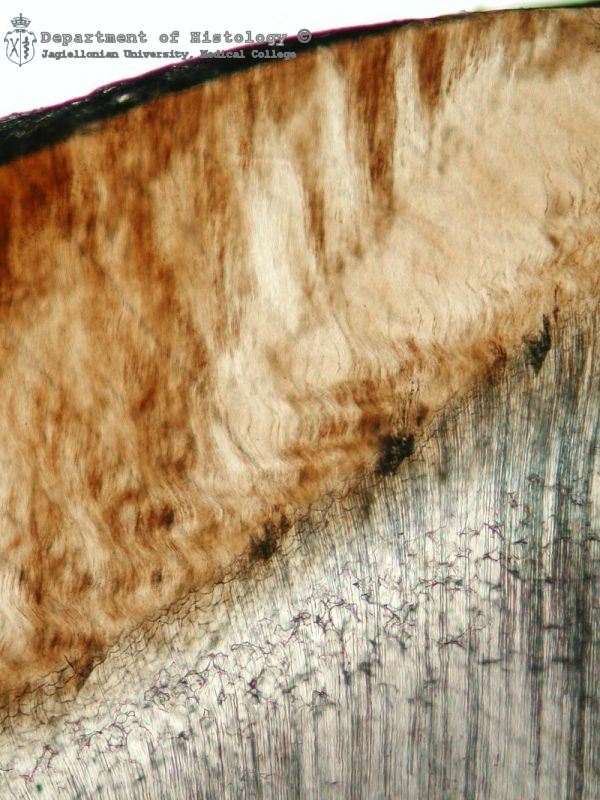
Szkliwo (góra) i zębina (dół), zdjęcie mikroskopowe

Ząb człowieka zbudowany jest z kolejnych warstw tkanek:
- szkliwa – najtwardszej tkanki w ludzkim organizmie; pokrywa ono koronę,
- zębiny – tkanki, która stanowi główną część zęba,
- miazgi – tkanki wypełniającej komorę zęba (cavum dentis) oraz kanał korzenia (canalis radicis dentis); w skład miazgi wchodzą naczynia krwionośne, nerwy i tkanka łączna.
- cementu – tkanki pokrywającej korzeń.

#### Szkliwo
Korona pokryta jest szkliwem, które jest najtwardszą tkanką w organizmie (5 w skali Mohsa, natomiast odporność na zgniatanie wynosi 100-380 MPa). W 96-98% stanowi go materia nieorganiczna, głównie fosforan wapnia w postaci dihydroksyapatytu (Ca10(PO4)6(OH)2), który nadaje szkliwu niezwykłą twardość. Pozostałe 2-4% szkliwa stanowią związki organiczne (substancja międzypryzmatyczna) i woda.
Szkliwo jako jedyna część zęba powstaje z komórek nabłonkowych – szkliwo jest bowiem wytworem ameloblastów, które po wytworzeniu szkliwa ulegają unieczynnieniu (dlatego też szkliwo jest tkanką nieodnawialną). Ameloblasty są tworem narządu szkliwotwórczego pochodzenia ektodermalnego.

#### Zębina
Pod warstwą szkliwa i cementu znajduje się zębina, stanowiąca zrąb zęba. W porównaniu ze szkliwem jest słabszą tkanką i jej twardość w skali Mohsa wynosi 2, natomiast odporność na zgniatanie wynosi 250-350 MPa. W ok. 70% składa się z części nieorganicznej w postaci kryształów dihydroksyapatytu (tak jak szkliwo), w ok. 20% z materii organicznej w postaci kolagenu, białek, lipidów, mukopolisacharydów i in. oraz w ok. 10% z wody.
Zębina wytworzona jest przez odontoblasty, które należą do miazgi zęba i tworzą na jej obwodzie zbitą jednokomórkową warstwę. W zębinie znajdują się kanaliki zębinowe. Przebiegają w nich wypustki odontoblastów – włókna Tomesa.

#### Cement
Cement pokrywa korzeń, podobnie jak szkliwo pokrywa koronę zęba. Swoją budową przypomina kość. Ma żółtawe zabarwienie. Jest wytwarzany przez cementoblasty. Cement wraz z ozębną i włóknami kolagenowymi elastycznie umocowuje ząb w zębodole.
Wyróżniamy cement pierwotny (inaczej cement włóknisty), nie zawierający komórek, pokrywający ząb pierwotnie, oraz cement wtórny (komórkowy), zawierający cementocyty i cementoblasty, pokrywający korzeń w późniejszym czasie oraz głównie w okolicy otworu wierzchołkowego.

#### Miazga zęba
Otoczoną przez zębinę i warstwę odontoblastów komorę zęba wypełnia miazga zęba, wypełnia ona również kanały korzeniowe. Przez otwór anatomiczny, kanały boczne i komorowo-ozębnowe łączy się z przyzębiem. Jest to bogato unerwiona i unaczyniona, tkanka łączna galaretowata niedojrzała typu embrionalnego.
W miazdze wyróżnia się warstwę wewnętrzną, bogatokomórkową, i zewnętrzną, skąpokomórkową (tzw. warstwę Weila lub pas Weila). W warstwie Weila mają początek naczynia chłonne, które opuszczają ząb przez otwór wierzchołkowy i deltę korzeniową. W miazdze występują sploty naczyniowe i nerwowe (np. splot Raschkowa). Niektórzy wliczają do miazgi (jako dwie najbardziej zewnętrzne warstwy) warstwę odontoblastów oraz tzw. prazębinę (tworzącą się zębinę, dopiero co wytworzoną przez odontoblasty).
Wraz z zębiną uznawana jest za wspólną jednostkę strukturalno-funkcjonalną, tzw. endodontium.

## Unaczynienie
Oba łuki zębowe są unaczynione przez odgałęzienia tętnicy szczękowej. Gałąź I odcinka t. szczękowej, t. zębodołowa dolna, oddaje w kanale żuchwy gałązki zębodołowe dolne przednie i tylne. Gałązki te tworzą splot zębowy i z niego gałązki wnikają przez otwór wierzchołkowy i otwory boczne do jamy zęba. W II odcinku t. szczękowa bezpośrednio oddaje gałązki zębodołowe górne tylne. Natomiast gałązki zębodołowe górne środkowe i przednie odchodzą od t. podoczodołowej, jednej z końcowych gałęzi t. szczękowej. Wszystkie gałązki zębodołowe górne również tworzą splot zębowy i wysyłają tętniczki do zębów szczęki.
Tętniczki wnikające do miazgi dzielą się dalej na naczynia przedwłosowate a następnie na naczynia włosowate. Tworzą one splot w okolicy odontoblastów.
W miazdze pomiędzy naczyniami znajdują się anastomozy (tętniczo-tętnicze, tętniczo-żylne i żylno-żylne) mające znaczenie dla utrzymania równomiernego odżywienia tkanki, w przypadku gdy dojdzie do zaczopowania jednego z głównych naczyń.

## Unerwienie
Do jamy zęba wnikają dwa rodzaje włókien: włókna czuciowe z nerwu trójdzielnego, przewodzące czucie bólu, i współczulne ze zwoju szyjnego górnego, regulujące przepływ krwi w naczyniach miazgi.

### Włókna czuciowe
Pochodzą z 2 i 3 gałęzi nerwu trójdzielnego, czyli z nerwu szczękowego (V2) (dla szczęki) i od n. żuchwowego (V3) (dla żuchwy).
Nerw szczękowy oddaje gałąź (n. podoczodołowy), która przechodzi przez szczelinę oczodołową dolną, wewnątrz bruzdy podoczodołowej i przez kanał podoczodołowy, gdzie oddaje kolejno gałązki zębodołowe górne tylne, górne środkowe i górne przednie tworząc splot zębowy. Gałązki zębowe splotu zębowego kierują się ku otworom wierzchołkowym korzeni zębów.
Nerw żuchwowy oddaje gałąź (n. zębodołowy dolny), która kieruje się ku dołowi, pomiędzy mięśniami skrzydłowymi w kierunku otworu żuchwy by w kanale żuchwy oddać gałązki zębodołowe tworzące splot zębowy, którego gałązki zębowe odżywiają zęby.
W miazdze zęba, między ubogokomórkową warstwą Weila a miazgą właściwą, włókna tworzą gęsty splot Raschkowa.
Są to nerwy mielinowe i klasyfikowane są jako, A-β, A-δ. Podział klasyfikacji zależny jest od średnicy aksonu i szybkości przewodzenia. Większość włókien w miazdze należy do włókien A-α, które są odpowiedzialne za krótki, ostry i dobrze zlokalizowany ból i mają niski próg pobudliwości.

### Włókna współczulne
Regulują przepływ krwi w naczyniach krwionośnych. Są to wypustki neuronów znajdujących się w zwoju szyjnym górnym. Są to nerwy bezmielinowe, włókna typu C, i są odpowiedzialne za słabo zlokalizowany, tępy ból.
Między warstwą Weila a odontoblastami, włókna tworzą gęsty splot pododontoblastyczny.

## Wymiana uzębienia

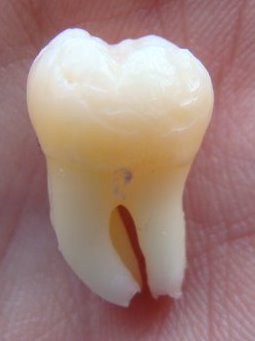
Nie w pełni uformowany, niewyrznięty (zatrzymany) ząb mądrości (trzeci trzonowiec) – po ekstrakcji. Widoczne są kolejne warstwy odkładanego szkliwa przed ostatecznym ukształtowaniem korony.

Erupcja (wyrzynanie) zębów mlecznych i stałych oraz eksfoliacja (wypadanie) zębów mlecznych zachodzi u każdego człowieka w określonym dla każdego zęba przedziale czasowym (dane przedstawiono w tabeli poniżej).
| Ząb (w notacji FDI) | Nazwa zęba                          | Erupcja     | Eksfoliacja (r. ż.) |
| ------------------- | ----------------------------------- | ----------- | ------------------- |
| 51, 61              | górne pierwsze siekacze mleczne     | m-c 8-12    | r. ż. 6-7           |
| 52, 62              | górne drugie siekacze mleczne       | m-c 9-13    | r. ż. 7-8           |
| 53, 63              | górne kły mleczne                   | m-c 16-22   | r. ż. 10-12         |
| 54, 64              | górne pierwsze trzonowce mleczne    | m-c 13-19   | r. ż. 9-11          |
| 55, 65              | górne drugie trzonowce mleczne      | m-c 25-33   | r. ż. 10-12         |
| 81, 71              | dolne pierwsze siekacze mleczne     | m-c 6-10    | r. ż. 6-7           |
| 82, 72              | dolne drugie siekacze mleczne       | m-c 10-16   | r. ż. 7-8           |
| 83, 73              | dolne kły mleczne                   | m-c 17-23   | r. ż. 9-12          |
| 84, 74              | dolne pierwsze trzonowce mleczne    | m-c 14-18   | r. ż. 9-11          |
| 85, 75              | dolne drugie trzonowce mleczne      | m-c 23-31   | r. ż. 10-12         |
| 11, 21              | górne pierwsze siekacze stałe       | r. ż. 7-8   | –                   |
| 12, 22              | górne drugie siekacze stałe         | r. ż. 8-9   | –                   |
| 13, 23              | górne kły stałe                     | r. ż. 11-12 | –                   |
| 14, 24              | górne pierwsze przedtrzonowce stałe | r. ż. 10-11 | –                   |
| 15, 25              | górne drugie przedtrzonowce stałe   | r. ż. 10-12 | –                   |
| 16, 26              | górne pierwsze trzonowce stałe      | r. ż. 6-7   | –                   |
| 17, 27              | górne drugie trzonowce stałe        | r. ż. 12-13 | –                   |
| 18, 28              | górne trzecie trzonowce stałe       | r. ż. 17-21 | –                   |
| 41, 31              | dolne pierwsze siekacze stałe       | r. ż. 7-8   | –                   |
| 42, 32              | dolne drugie siekacze stałe         | r. ż. 8-9   | –                   |
| 43, 33              | dolne kły stałe                     | r. ż. 11-12 | –                   |
| 44, 34              | dolne pierwsze przedtrzonowce stałe | r. ż. 10-11 | –                   |
| 45, 35              | dolne drugie przedtrzonowce stałe   | r. ż. 10-12 | –                   |
| 46, 36              | dolne pierwsze trzonowce stałe      | r. ż. 6-7   | –                   |
| 47, 37              | dolne drugie trzonowce stałe        | r. ż. 12-13 | –                   |
| 48, 38              | dolne trzecie trzonowce stałe       | r. ż. 17-21 | –                   |

m-c – miesiąc, r. ż. – rok życia

## Patologia

### Wady związane z rozwojem i wymianą uzębienia
- przyspieszone lub opóźnione wyrzynanie – może być spowodowane płynną dietą (brak stymulacji zębów), niedoborem minerałów, zespołami wrodzonymi
- przyspieszona lub opóźniona resorpcja zębów mlecznych – w wyniku np. łuszczycy, napromieniowania RTG
- zęby dodatkowe – dodatkowy ząb o prawidłowej budowie poza znajdującymi się we wzorze zębowym (dla zębów mlecznych lub stałych)
- zęby nadliczbowe – dodatkowy ząb o nieprawidłowej budowie poza znajdującymi się we wzorze zębowym (dla zębów mlecznych lub stałych)
  - nadliczbowość prawdziwa – nadliczbowe zęby mleczne w uzębieniu mlecznym lub nadliczbowe zęby stałe w uzębieniu stałym
  - nadliczbowość rzekoma – przetrwałe zęby mleczne przy wyrzniętych zębach stałych

### Najczęstsze choroby
Najczęstszą chorobą zębów jest próchnica, w skrajnych przypadkach może ona doprowadzić do ekstrakcji zęba. Leczenie próchnicy polega na usunięciu zakażonych tkanek i zastępowaniu ich materiałem zastępczym.
Mogą występować również przebarwienia, np. przy fluorozie, paleniu papierosów, piciu kawy czy wina oraz przy zażywaniu leków takich jak tetracykliny (u dzieci do lat 7) oraz rozwój stanu zapalnego, który polega na gromadzeniu się wysięku zapalnego w miazdze zęba; może on uciskać na zakończenia nerwowe i powodować ból.